# 圭亞那麗脂鯉
圭亞那麗脂鯉（学名：Astyanax guianensis）為輻鰭魚綱脂鯉目脂鯉亞目脂鯉科的一種熱帶淡水魚，种加词 guianensis 意为“圭亚那的”。分布於南美洲圭亞那及委內瑞拉淡水流域，體長可達6公分，棲息在底中層水域，生活習性不明。